# Concertino

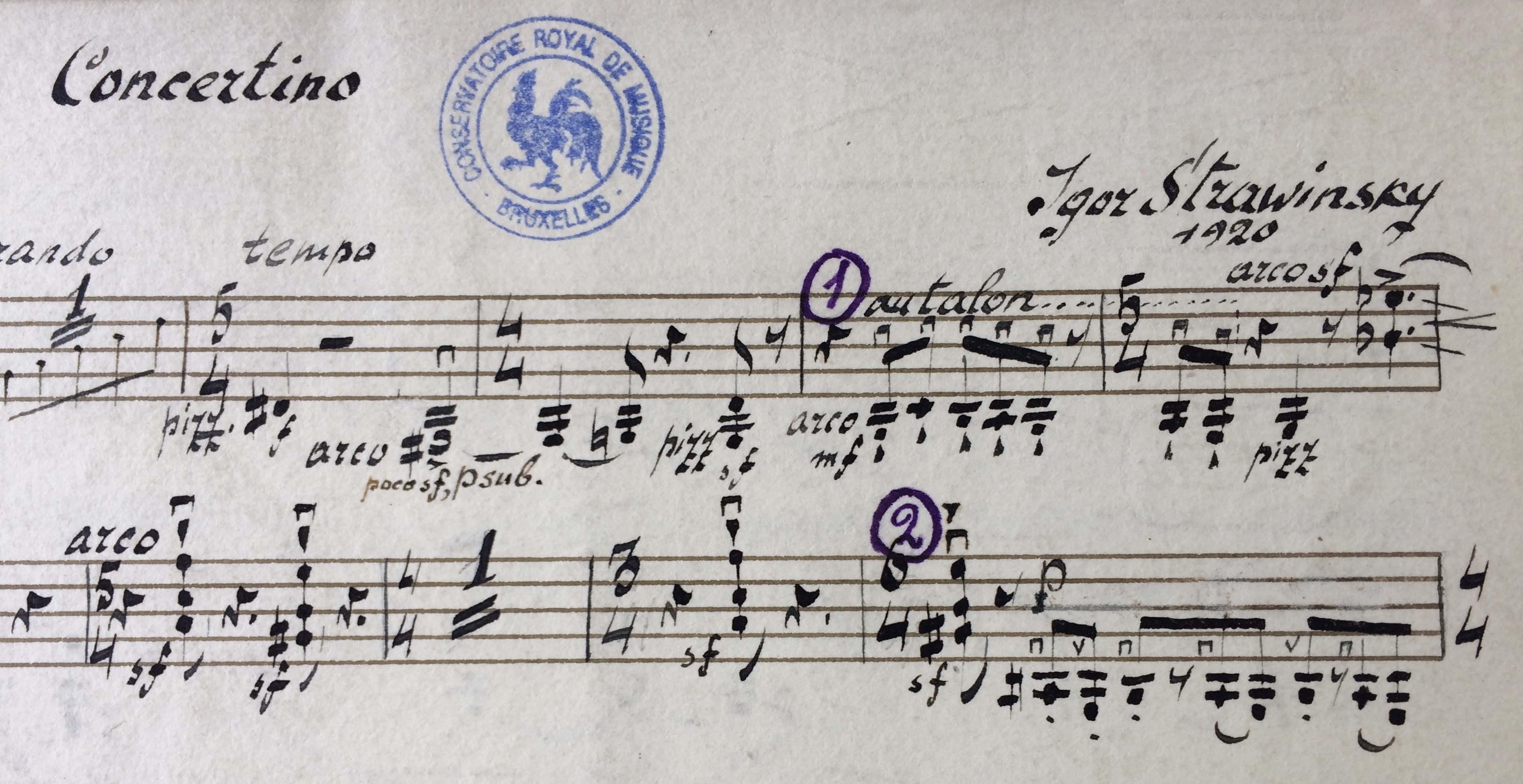
Stravinsky, Concertino pour quatuor à cordes

Un concertino est une œuvre musicale plus brève que le concerto. C'est aussi un groupe d'instruments dialoguant avec l'orchestre (ripieno) dans le concerto grosso.
Le terme vient de l'italien concertino (XIXe siècle), diminutif de concerto.

## Concertinos notables
- Jean-Louis Agobet : Clarinet Concertino pour clarinette et neuf instruments (2011)
- Luciano Berio : Concertino pour claviers, violons, violoncelle, harpe et cordes (1954)
- Mario Castelnuovo-Tedesco : Concertino pour harpe et orchestre de chambre (1937)
- Cécile Chaminade : Concertino pour flûte et orchestre en ré majeur
- Dmitri Chostakovitch : Concertino pour deux pianos en la mineur
- Marc-André Dalbavie : Concertino pour orchestre baroque (1994)
- Jean-Michel Damase : Concertino pour harpe et orchestre à cordes (1951)
- Ferdinand David : Concertino pour trombone et basson
- Hossein Dehlavi : Concertino pour santur et orchestre
- Georges Delerue : Concertino pour trompette et orchestre à cordes (1951)
- Louis Durey : Concertino pour piano, 16 instruments à vent, contrebasse et timbales (1956)
- Lorenzo Ferrero : 
  - Three Baroque Buildings, concertino pour trompette, basson et orchestre à cordes (1997)
  - Rastrelli in Saint Petersburg, concertino pour hautbois et orchestre à cordes (2000)
  - Two Cathedrals in the South, concertino pour trompette et orchestre à cordes (2001)
  - Guarini, the Master, concertino pour violon et orchestre à cordes (2004)
- Jean Françaix : Concertino pour piano et orchestre (1932)
- Gilad Hochman : Concertino pour orchestre à cordes et flûte obbligato (2003)[1]
- Arthur Honegger : Concertino pour piano et orchestre (1924)
- Jacques Ibert : Concertino da camera, pour saxophone et 11 instruments (1933)
- John Ireland : Concertino Pastorale pour orchestre à cordes (1938)
- Leoš Janáček : Concertino
- André Jolivet : Concertino pour trompette, orchestre à cordes et piano
- Johannes Wenzeslaus Kalliwoda : Concertino pour hautbois et orchestre (1841)
- Julius Klengel : Concertino pour violoncelle en Do majeur
- Lars-Erik Larsson : Douze concertinos pour soliste instrumental et orchestre à cordes (1955-1957)
- Jacques Leduc : Concertino pour hautbois et orchestre
- Raymond Loucheur : Concertino pour trompettes et orchestre ou sextuor de clarinettes (1954)
- Toshirō Mayuzumi : Concertino for Xylophone and Orchestra (1962)
- Darius Milhaud : Les quatre saisons, 4 concertinos pour divers instruments
- Pierre Petit : Concertino pour piano (1942)
- Sergueï Prokofiev : Concertino pour violoncelle de Prokofiev
- François Prume : Concertino pour violon et orchestre
- Albert Roussel : Concertino pour violoncelle
- Roger Sessions : Concertino pour orchestre de chambre (1972)
- Richard Strauss : Double concertino pour clarinette et basson, avec orchestre à cordes et harpe (1947)
- Germaine Tailleferre : 
  - Concertino pour harpe et orchestre
  - Concertino pour flûte, piano et orchestre à cordes
- Eduard Tubin : Concertino pour piano (1945)
- Carl Maria von Weber : 
  - Concertino pour clarinette et orchestre en mi bémol majeur (1811)
  - Concertino en mi mineur pour cor et orchestre
  - Concertino pour hautbois et vents en ut majeur (1809)